# 北京交通大学物理科学与工程学院
物理科学与工程学院，简称物理工程学院，为北京交通大学的一个学院。
北京交通大学物理科学与工程学院成立于2022年，前身为成立于1958年的应用理化系。

## 下设机构
- 物理系
- 力学系
- 材料科学与工程系
- 光电子技术研究所
- 生命科学与生物工程研究院